# Heraldo do Monte
Heraldo do Monte (Recife, 1 de maio de 1935) é um compositor, arranjador e instrumentista brasileiro. Toca guitarra, cavaquinho, viola e contrabaixo. É de grande importância histórica na música instrumental brasileira.

## Biografia
Heraldo começou na música tocando clarineta no colégio. A clarineta era o único instrumento disponível e com ele Heraldo lutou por uma semana sem conseguir tirar qualquer som. Até que seu professor, ligeiramente irritado, empunhou o instrumento para lhe mostrar como tocar e percebeu que havia algo errado. Um colega, pregando uma peça, havia enfiado uma flanela no tubo da clarineta.
Heraldo seguiu seus estudos no instrumento e logo sentiu a necessidade de um instrumento harmônico. Usando os métodos para clarineta aprendeu sozinho a tocar o violão, intuindo os acordes.
Aprendeu também a tocar cavaquinho e viola caipira e comprou uma guitarra para começar a ganhar a vida tocando nas casas noturnas de Recife. Pouco tempo depois partiu para São Paulo onde se empregou na TV Tupi acompanhando os músicos que se apresentavam na emissora. No ano de 1966 entrou para o então Trio Novo, que veio a se tornar um Quarteto Novo. Nesse quarteto tocavam outros brilhantes músicos. Heraldo tocava guitarra; Théo de Barros, contrabaixo; Hermeto Pascoal, piano e flauta; Airto Moreira, bateria e percussão. Com elementos jazzísticos numa sonoridade fortemente brasileira (principalmente nordestina) introduziram elementos inovadores na música instrumental feita à época.
O quarteto foi responsável pelos arranjos e a apresentação das músicas Ponteio (Edu Lobo) e Disparada (parceria de Geraldo Vandré e Théo de Barros) em festivais da Record. A convite de Edu Lobo, o quarteto parte para a Europa para sua primeira turnê internacional. Com a ida de Airto Moreira para os EUA o quarteto ainda se manteve por um curto período com o baterista Nenê.
Gravou três discos nos três anos seguintes ao fim do quarteto, 1970 a 1972. Ainda na mesma década gravou o álbum O Violão de Heraldo do Monte. Só voltaria a gravar quase dez anos mais tarde ao lado de Elomar, Paulo Moura e Arthur Moreira Lima o disco ConSertão. Nos anos oitenta gravou ainda os discos: Heraldo do Monte, Cordas Mágicas, Cordas Vivas e, passada mais uma década, gravou o cd Viola Nordestina (em 2004). Com direção musical e produção de seu filho. o guitarrista Luis do Monte, gravou o CD Guitarra Brasileira, com temas inéditos e compostos exclusivamente para o projeto, Heraldo cria um mosaico com os estilos brasileiros separados por suas respectivas regiões. Heraldo do Monte já foi considerado por Joe Pass o melhor guitarrista do mundo. Gravou ao lado de Elis Regina, Quinteto Violado, Michel Legrand, Zimbo Trio, Hermeto Pascoal e outros, além de se apresentar em grandes festivais de música ao redor do mundo, como em Montreux, Montreal e Cuba.
Foi tema de um dos primeiros trabalhos acadêmicos sobre a guitarra elétrica no país intitulado "A guitarra brasileira de Heraldo do Monte", de Eduardo Visconti. (UNICAMP/2005)

## Discografia
Solo
- 1960: Heraldo e seu Conjunto
- 1961: Dançando com o Sucesso
- 1962: Dançando com o Sucesso 02
- 1970: O violão de Heraldo do Monte
- 1976: Batida Diferente
- 1980: Heraldo do Monte
- 1982: ConSertão (com Elomar, Arthur Moreira Lima e Paulo Moura)
- 1983: Cordas Vivas (part. especial: Hermeto Pascoal)
- 1986: Cordas Mágicas
- 2001: Viola Nordestina
- 2004: Guitarra Brasileira
- 2004: MPBaby - Moda de Viola
- 2007: Heraldo do Monte
- 2016: Heraldo do Monte

Com o Grupo Medusa
- 1981 - Grupo Medusa